# Dubrava Samoborska
Dubrava Samoborska is een plaats in de gemeente Samobor in de Kroatische provincie Zagreb. De plaats telt 189 inwoners (2001).